# Carlo Allioni
Carlo Allioni est un médecin et botaniste piémontais né à Turin le 23 septembre 1728 ou 1729, mort dans la même ville le 30 juillet 1804. Il est l'auteur d'un ouvrage intitulé Flora Pedemontana, sive enumeratio methodica stirpium indigenarum Pedemontii, dans lequel il recense 2 813 plantes, dont 237 espèces nouvelles.

## Biographie
Il enseigna la botanique à l'université de Turin et fut directeur du Jardin botanique de cette même ville.
Il fait paraître en 1766 Manipulus Insectorum Tauriniensium. Comme botaniste de renommée européenne il publia de nombreux ouvrages de botanique, particulièrement sur la flore d'Italie. Mais le travail de sa vie est consacré à la flore des montagnes de son pays natal: sa "Flora Pedemontana" en 3 volumes. Carlo Allioni est devenu membre de la Royal Society le 6 avril 1758.
Son nom a été donné au genre Allionia, qui regroupe des plantes de la famille des Nyctaginacées. Il est également associé comme qualificatif à diverses espèces :
- Arabis allionii DC.
- Campanula allionii Vill., 1779 (syn. Campanula alpestris All. 1773)
- Jovibarba allionii (Jord. & Fourr.) D.A.Webb
- Lotus allionii Desv.
- Primula allionii Loisel.
- Veronica allionii Vill.

## Publications
- Stirpium praecipuarum litoris et agri Nicaensis, Turin, 1755.
  - (la) Stirpium praecipuarum littoris et agri Nicaeensis enumeratio methodica, Paris, Jean Baptiste Claude Bauche (2.), 1757 (lire en ligne)

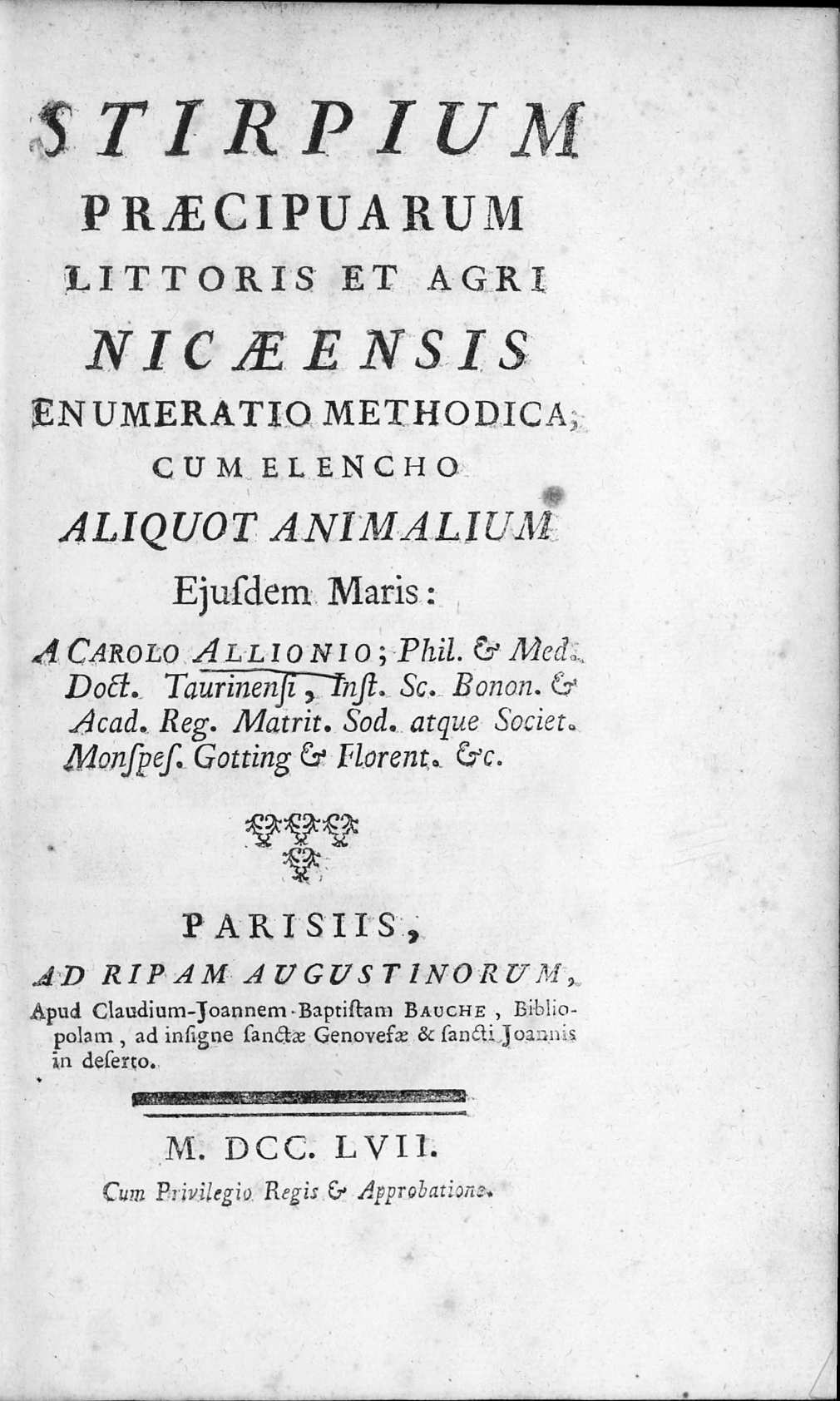
Stirpium praecipuarum littoris et agri Nicaeensis enumeratio methodica, 1757